# Migliori prestazioni italiane nella staffetta 4×400 metri

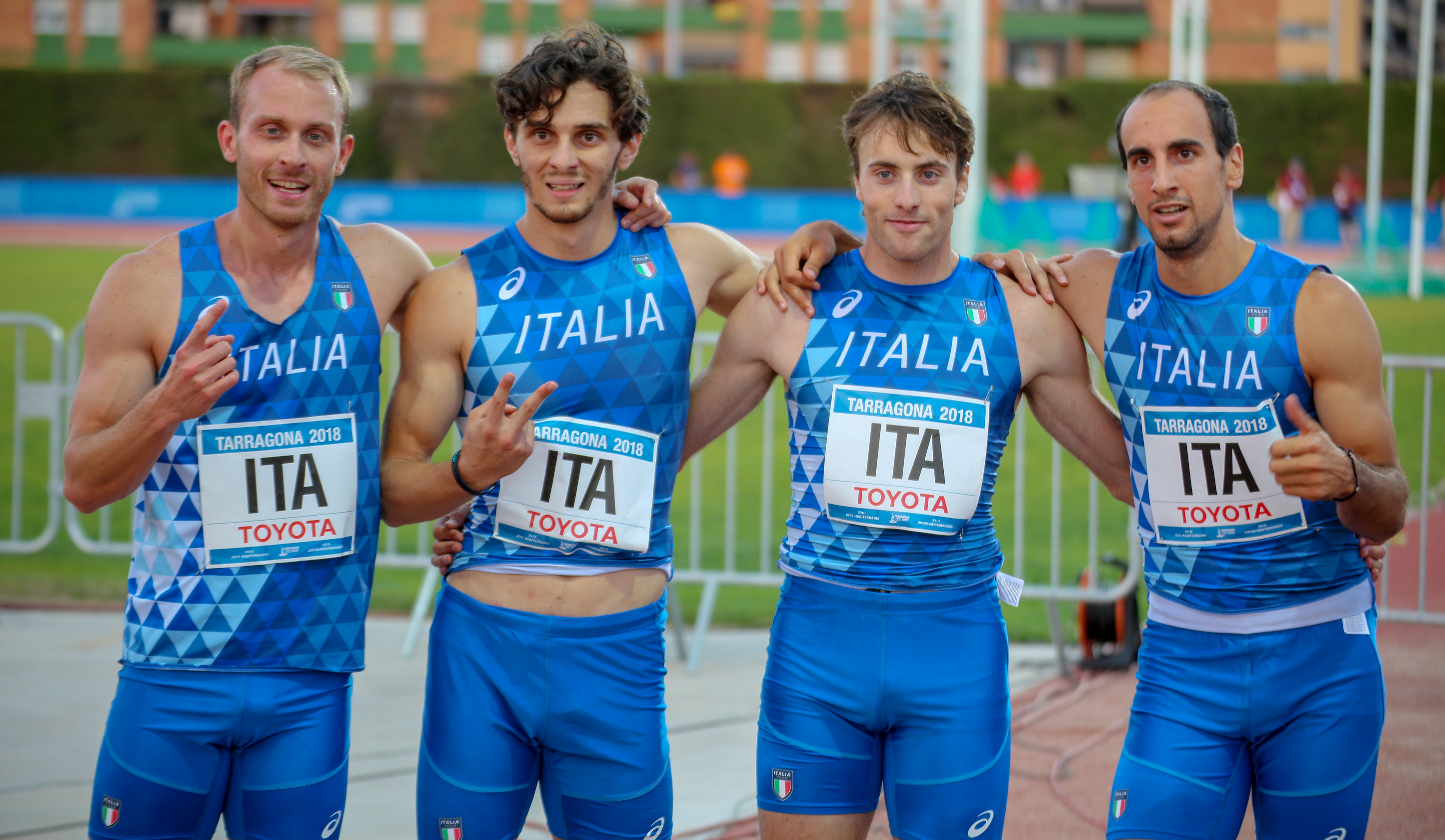
La staffetta maschile, composta da Galvan, Leonardi, Tricca e Re, in occasione dei Giochi del Mediterraneo 2018

La lista delle migliori prestazioni italiane nella staffetta 4×400 metri, aggiornata periodicamente dalla Federazione Italiana di Atletica Leggera, raccoglie i migliori risultati di tutti i tempi degli atleti italiani nella specialità della staffetta 4×400 metri.

## Maschili outdoor
Statistiche aggiornate al 12 giugno 2024.
|     | Tempo   | Atleti                                | Luogo       | Data           |
| --- | ------- | ------------------------------------- | ----------- | -------------- |
| 1.  | 2'58"81 | Re, Aceti, Scotti, Sibilio            | Tokyo       | 7 agosto 2021  |
| 2.  | 2'58"91 | Sibilio, Aceti, Scotti, Re            | Tokyo       | 6 agosto 2021  |
| 3.  | 3'00"14 | Re, Scotti, Benati, Sibilio           | Budapest    | 26 agosto 2023 |
| 4.  | 3'00"81 | Sito, Aceti, Scotti, Meli             | Roma        | 12 giugno 2024 |
| 5.  | 3'01"23 | Scotti, Meli, Benati, Re              | Budapest    | 27 agosto 2023 |
| 6.  | 3'01"37 | Bongiorni, Zuliani, Petrella, Ribaud  | Stoccarda   | 31 agosto 1986 |
| 7.  | 3'01"42 | Malinverni, Di Guida, Ribaud, Zuliani | Zagabria    | 16 agosto 1981 |
| 8.  | 3'01"44 | Tozzi, Nocco, Ribaud, Mennea          | Los Angeles | 11 agosto 1984 |
| 9.  | 3'01"52 | Saber, Vaccari, Nuti, Mori            | Atene       | 10 agosto 1997 |
| 10. | 3'01"60 | Scotti, Aceti, Galvan, Re             | Doha        | 5 ottobre 2019 |

## Femminili outdoor
Statistiche aggiornate al 12 giugno 2024.
|     | Tempo   | Atlete                                 | Luogo          | Data             |
| --- | ------- | -------------------------------------- | -------------- | ---------------- |
| 1.  | 3'23"40 | Accame, Trevisan, Polinari, Mangione   | Roma           | 12 giugno 2024   |
| 2.  | 3'23"86 | Mangione, Folorunso, Bonora, Trevisan  | Budapest       | 26 agosto 2023   |
| 3.  | 3'24"98 | Mangione, Polinari, Bonora, Trevisan   | Budapest       | 27 agosto 2023   |
| 4.  | 3'25"16 | Chigbolu, Spacca, Folorunso, Grenot    | Rio de Janeiro | 19 agosto 2016   |
| 5.  | 3'25"71 | Bazzoni, Milani, Spacca, Grenot        | Barcellona     | 1º agosto 2010   |
| 6.  | 3'26"45 | Polinari, Folorunso, Troiani, Mangione | Eugene         | 24 luglio 2022   |
| 7.  | 3'26"48 | Bazzoni, Spacca, Grenot, Milani        | Taegu          | 2 settembre 2011 |
| 8.  | 3'26"69 | Perpoli, Spuri, Carbone, De Angeli     | Parigi         | 20 giugno 1999   |
| 9.  | 3'27"05 | Chigbolu, Spacca, Folorunso, Grenot    | Rio de Janeiro | 20 agosto 2016   |
| 10. | 3'27"07 | Chigbolu, Bonfanti, Folorunso, Bazzoni | Pechino        | 29 agosto 2015   |

## Miste outdoor
Statistiche aggiornate al 2 agosto 2024.
|    | Tempo   | Atleti                                               | Luogo    | Data              |
| -- | ------- | ---------------------------------------------------- | -------- | ----------------- |
| 1. | 3'10"69 | Sito (M), Polinari (F), Scotti (M), Mangione (F)     | Roma     | 7 giugno 2024     |
| 2. | 3'11"59 | Sito (M), Polinari (F), Scotti (M), Mangione (F)     | Parigi   | 2 agosto 2024     |
| 3. | 3'13"51 | Scotti (M), Mangione (F), Borga (F), Aceti (M)       | Tokyo    | 30 luglio 2021    |
| 4. | 3'13"56 | Scotti (M), Folorunso (F), Sibilio (M), Polinari (F) | Chorzów  | 25 giugno 2023    |
| 5. | 3'13"89 | Benati (M), Folorunso (F), Lopez (M), Mangione (F)   | Eugene   | 15 luglio 2022    |
| 6. | 3'14"56 | Benati (M), Folorunso (F), Meli (M), Mangione (F)    | Budapest | 19 agosto 2023    |
| 7. | 3'16"12 | Re (M), Trevisan (F), Howe (M), Lukudo (F)           | Yokohama | 11 maggio 2019    |
| 8. | 3'16"45 | Benati (M), Folorunso (F), Lopez (M), Mangione (F)   | Eugene   | 15 luglio 2022    |
| 9. | 3'16"52 | Scotti (M), Trevisan (F), Lukudo (F), Lopez (M)      | Doha     | 28 settembre 2019 |
| 9. | 3'16"52 | Scotti (M), Trevisan (F), Mangione (F), Re (M)       | Chorzów  | 1º maggio 2021    |